# Pamela Geller
Pamela Geller, née le 14 juin 1958 à Long Island (New York), est une blogueuse, écrivaine et militante politique américaine, notamment connue pour ses positions anti-islamisme. Elle se veut un défenseur de la liberté d'expression aux États-Unis.

## Biographie
Issue d'une famille juive, elle est la fille de Reuben Geller, entrepreneur du textile, et de Lillian Geller. Elle grandit à Long Island et fait ses études supérieures à l'université Hofstra à Long Island, où elle obtient son diplôme.
Dans les années 1980, elle travaille comme analyste financière, puis dans le marketing, pour le New York Daily News. De 1989 à 1994, elle collabore au New York Observer. 
Son discours et ses prises de position deviennent nettement politisés après les attentats du 11 septembre 2001. En 2004, elle crée le blogue Atlas Shrugs, où elle développe et diffuse ses idées.  En 2006, ce site attire l'attention quand il reproduit les caricatures de Mahomet du journal danois Jyllands-Posten.
En 2010, elle fonde, avec l'écrivain Robert Spencer, l'American Freedom Defense Initiative (Initiative américaine de défense de la liberté), également nommée Stop Islamization of America (SIOA), organisation idéologique qualifiée de promoteur de l'islamophobie par l'Anti Defamation League (ADL).

## Publications
- The Post-American Presidency : The Obama Administration's War on America, avec Robert Spencer, préfacé par l'ancien ambassadeur John R. Bolton, éd. Simon & Schuster, 2010  (ISBN 978-1-4391-8930-6).
- Stop the Islamization of America : A Practical Guide for the Resistance. éd. WND Books. 2011.  (ISBN 9781936488360).
- Freedom or Submission : On the Dangers of Islamic Extremism & American Complacency, éd. CreateSpace Independent Publishing Platform, 2013,
- Fatwa: Hunted in America, éd. Dangerous Books, 2017